# 拉塞爾維爾 (阿肯色州)
拉塞爾維爾（英語：Russellville）是一個位於美国阿肯色州波普郡的城市。根據2020年美國人口普查，該地人口為28940人，而該地的面積約為73.47平方千米。同時該地也是波普郡的郡治。

## 地理
拉塞爾維爾的座標為35°16′42″N 93°08′13″W / 35.27833°N 93.13694°W，而該地的平均海拔高度為106米（即346英尺）。